# Sternhaus (Steyr)

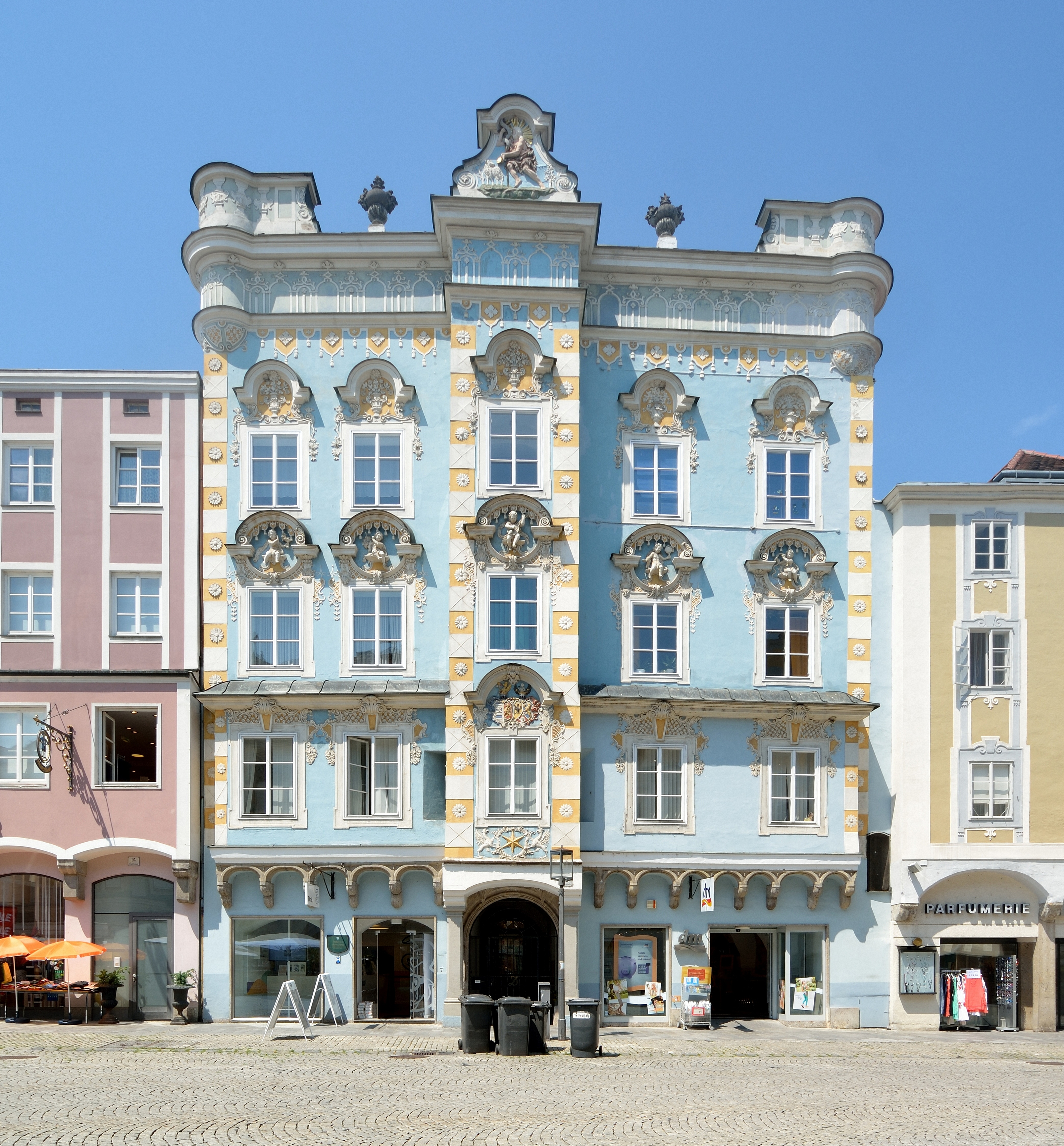
Fassade zum Hauptplatz

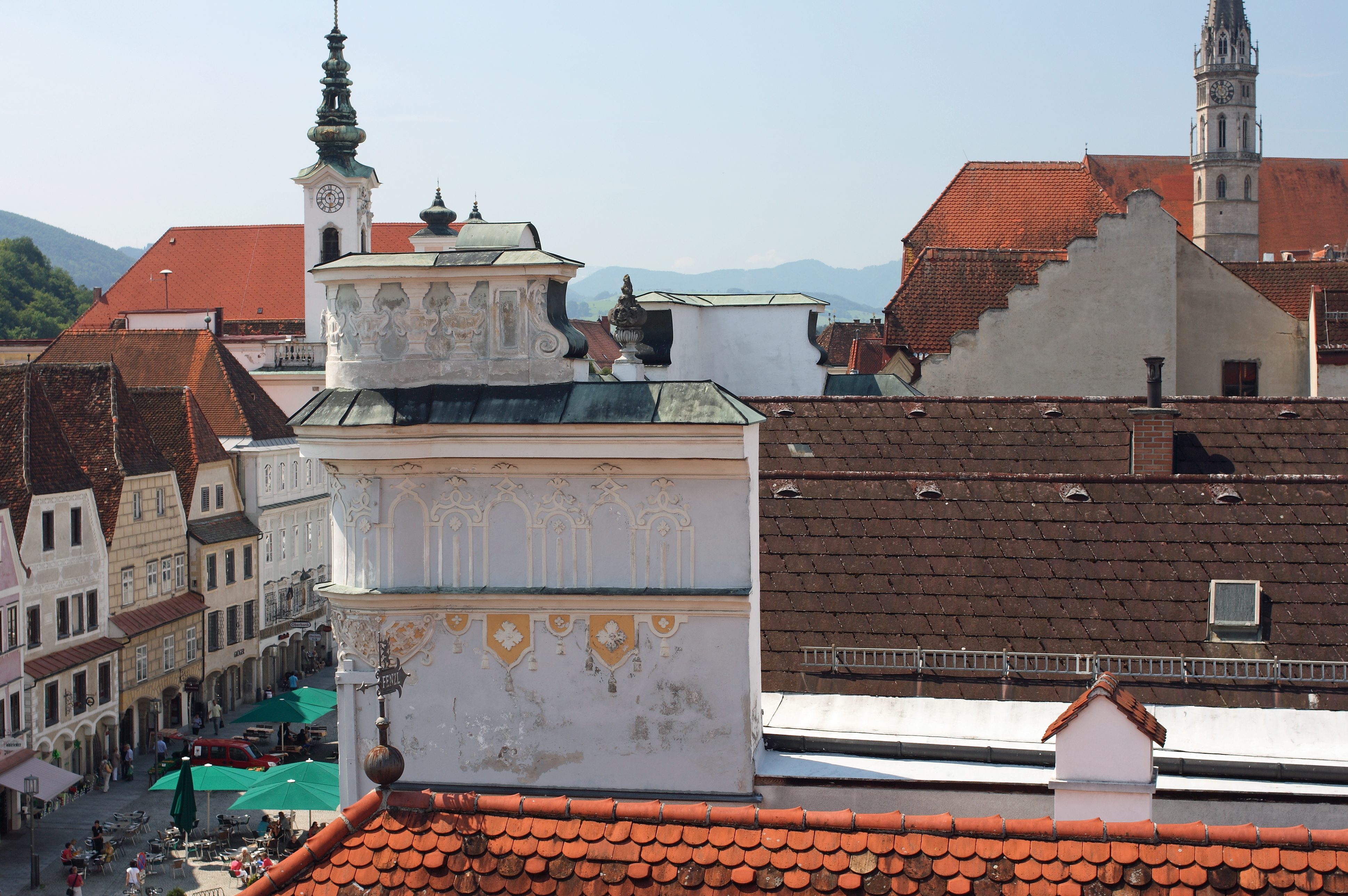
Das dahinter liegende Satteldach

Das Sternhaus am Steyrer Stadtplatz 12 ist ein im Kern mittelalterliches Bürgerhaus mit spätbarocker Fassade.

## Geschichte und Gestaltung
Nach einem Stadtbrand 1727 erhielt das gotische Gebäude eine spätbarocke Fassade mit durchlaufendem Erker und fünf Fensterachsen, von der gotischen Fassade blieben nur das Portal und die Kragsteine erhalten. Die Fassade verdeckt das dahinterliegende Satteldach und täuscht dadurch ein um einen Stock höheres Gebäude vor. Direkt über dem Portal halten zwei weiße Greifen einen goldenen Stern, über dem Fenster darüber prangen die zwei Wappen der Winterl und der Schoiber von Engelstein. Den oberen Abschluss des Erkers bildet der Giebel mit einem bemalten Relief Johannes des Täufers. Die Fenster des zweiten Stocks werden von Engeln in Rundfeldern als allegorischen Darstellungen der fünf Sinne bekrönt (links nach rechts): eine Rose als Attribut bedeutet Riechen,  eine Weintraube Schmecken, eine Mandoline Hören, ein Spiegel Sehen und eine Schlange Fühlen. Gestalter war vermutlich Gotthard Hayberger. Eine Bombe zerstörte 1944 die linke Seite, diese wurde nach dem Krieg im Rohbau rekonstruiert und erhielt 1953 wieder ihre heutige Gestalt. Renoviert wurde 1979.

## Name
Der goldene Stern über dem Hauptportal symbolisiert den Eisenhandel und ist gleichzeitig Namensgeber. Der Löwe im Schoiberwappen (über dem Erkerfenster im ersten Stock) hält ebenfalls einen Stern.

Innenansichten
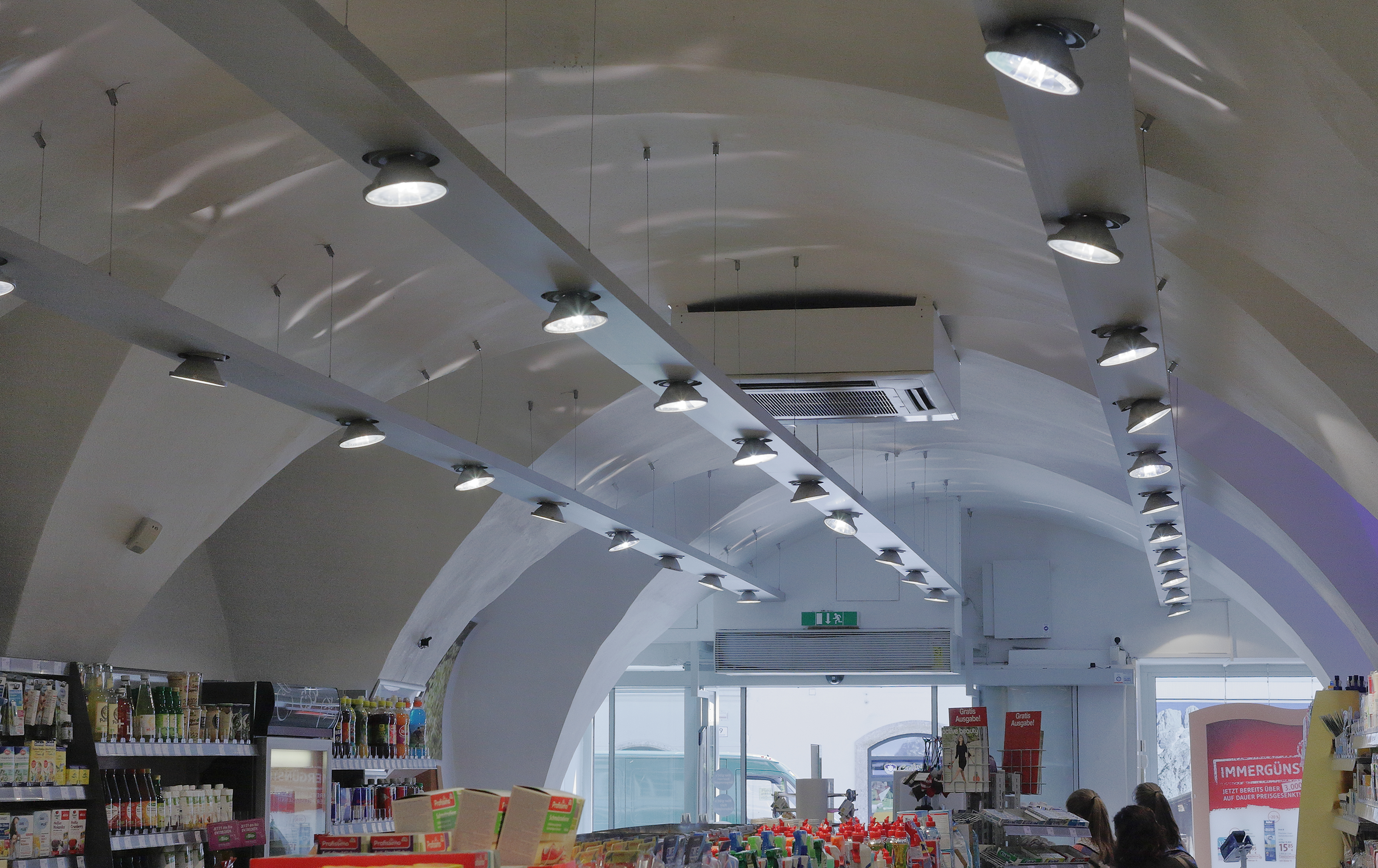
Gewölbe im Eingangsbereich
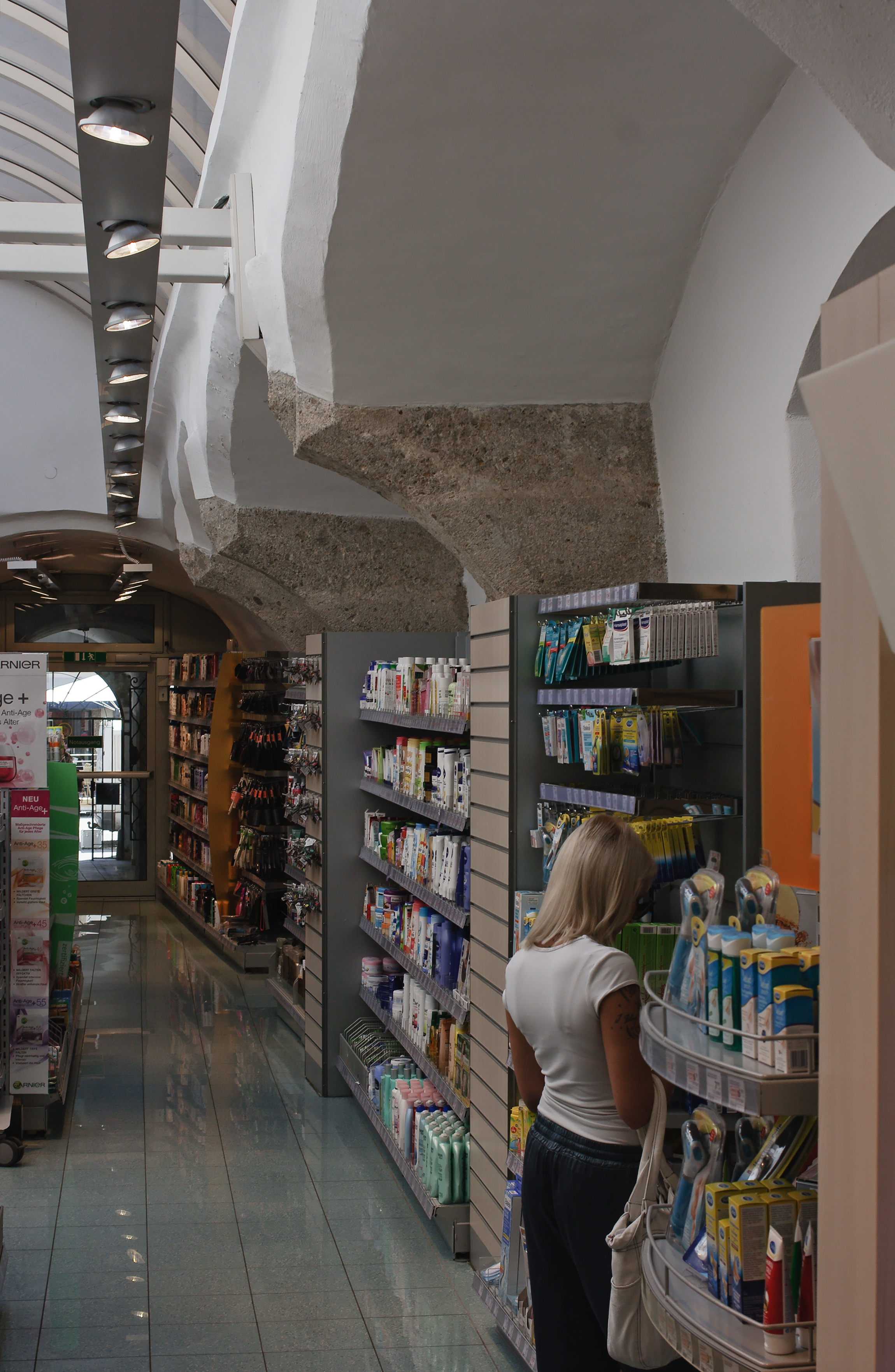
Pfeiler mit Kragsteinen
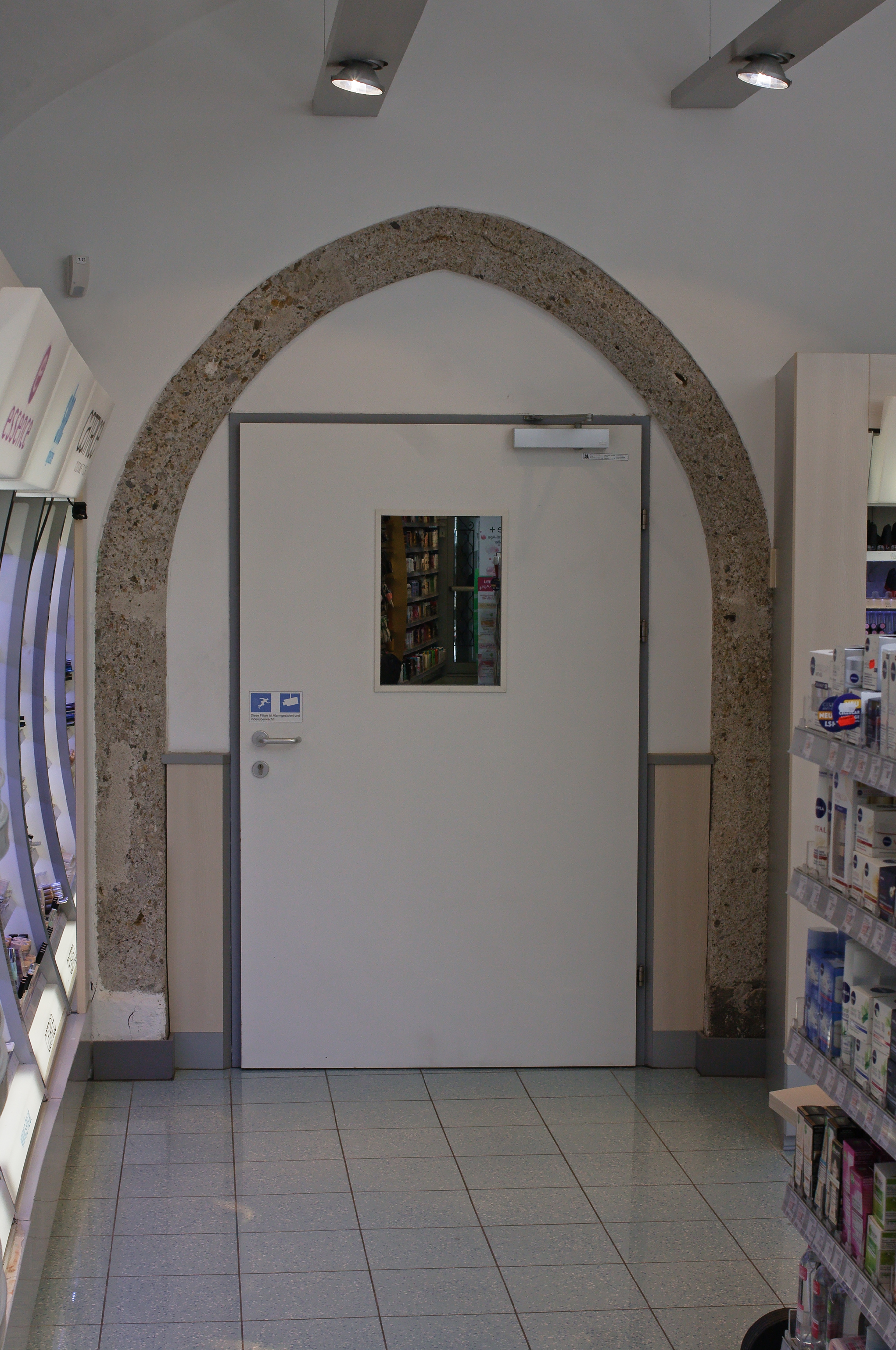
Gotischer Torbogen

## Besitzer
Bereits im 15. Jahrhundert erwähnt, gehörte es damals dem Handelsmann Martin Schmidinger der 1433 bis 1439 und 1445 Stadtrichter in Steyr war. Das Haus war im 16. und  17. Jahrhundert in Besitz der Geschlechter Prandstetter und Guetbrot, um 1660 von Matthias Abele von Lilienberg, des Sekretärs der Innerberger Hauptgewerkschaft und Dichter und Hofgerichtsschreiber Leopolds I. Im 18. und 19. Jahrhundert besaßen es die Handelsleute Johannes und Theresia Wimerl-Schoiber, Johann Nepomuk Stohammer und Johann und Katharina Eberstaller.